# جوسيب أرتيغاس
جوسيب أرتيغاس (بالإسبانية: Josep Artigas)‏ هو فنان إسباني، ولد في 1919 في برشلونة في إسبانيا، وتوفي في 16 أكتوبر 1991.